# Alexandr Bělov
Alexandr Alexandrovič Bělov (rusky: Алекса́ндр Алекса́ндрович Бело́в; 9. listopadu 1951 Petrohrad – 3. října 1978 Petrohrad) byl ruský basketbalista reprezentující Sovětský svaz.
Se sovětskou reprezentací získal zlato (1972) a bronz (1976) na olympijských hrách, zlato (1974) a bronz (1970) na mistrovství světa, dvakát vyhrál mistrovství Evropy (1969, 1971) a jednou bral na tomto turnaji stříbro (1975). Celou svou kariéru strávil v jediném klubu, Spartaku Leningrad (1967–1978). Dvakrát s ním vyhrál Pohár vítězů pohárů (1973, 1975), druhou nejprestižnější evropskou klubovou soutěž té doby. V roce 1975 byl draftován do NBA, ale odejít hrát do zahraničí mu nebylo umožněno. V roce 2007 byl uveden do Síně slávy Mezinárodní basketbalové federace. Měřil 201 centimetrů, hrál na postu pivota.
Zemřel v pouhých 26 letech, na vzácné onemocnění zvané angiosarkom, tedy nádor cév.